# سیارک ۸۸۲۶
سیارک ۸۸۲۶ (به انگلیسی: 8826 Corneville، نامگذاری:1988PZ1) هشت هزار و هشتصد و بیست و ششمین سیارک کشف شده‌است که در ۱۳ اوت ۱۹۸۸ کشف شد.
قدر مطلق سیارک برابر ۳۵.۴ است.